# Stephen Cole (Soziologe)
Stephen Cole (geboren am 1. Juni 1941) ist ein US-amerikanischer Soziologe.

## Leben
Stephen Cole studierte Soziologie an der Columbia University bei Robert K. Merton und Paul F. Lazarsfeld. Mit Merton, Harriet Zuckerman und seinem Bruder Jonathan R. Cole arbeitete er an einer empirisch fundierten Wissenssoziologie.
Cole wurde Professor für Soziologie an der State University of New York at Stony Brook, die Universität ehrte ihn 2007 mit dem Titel Distinguished Professor, im Jahr 2011 wurde er emeritiert.
Cole publizierte zur Geschichte der Soziologie, zur Erziehungssoziologie, zur Geschlechtersoziologie und zur Medizinsoziologie. Er schrieb einen im Lehrbetrieb erfolgreichen Reader über empirische Forschungsmethoden.
Bekannt wurde Cole durch seine Forschungsbeiträge zur sozialen Schichtung im Wissenschaftsbetrieb und zur Szientometrie. Die in diesem Zusammenhang von seinem Bruder Jonathan R. Cole und ihm formulierte Ortega-Hypothese ist allerdings nicht unumstritten.

## Schriften (Auswahl)

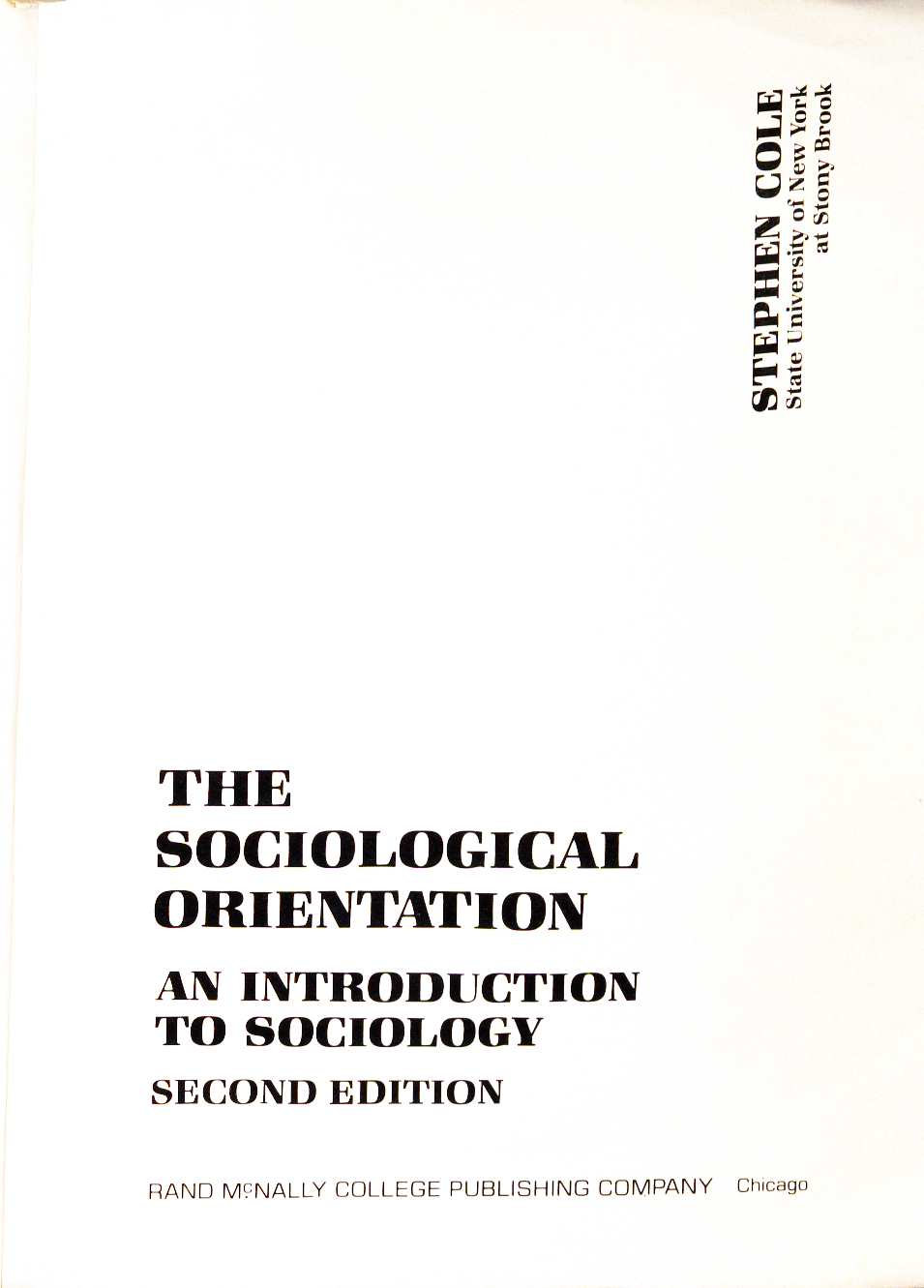
The Sociological Orientation (1979)

- Mit Jonathan R. Cole: Scientific output and recognition: A study in the operation of the reward system in science. In: American Sociological Review. Band 32, Nr. 3, 1967, S. 377–390.
- Mit Jonathan R. Cole: Visibility and the structural bases of awareness of scientific research. In: American Sociological Review. Band 33, Nr. 3, 1968, S. 397–413, JSTOR:2091914.
- The Unionization of Teachers: A Case Study of the UFT. Praeger, New York 1969.
- Mit Jonathan R. Cole: The Ortega hypothesis. In: Science. Band 178, Nr. 4059, 1972, S. 368–375 (Abstract).
- Sociological Method: An Introduction to the Science of Sociology. Markham Pub. Co, Chicago 1972, 1980.
- Mit Jonathan R. Cole: Social Stratification in Science. University of Chicago Press, Chicago 1973, ISBN 978-0226113388.
- The Sociological Orientation: An Introduction to Sociology. Rand McNally College Pub. Co, Chicago 1975.
- Mit Leonard Rubin, Jonathan R. Cole: Peer Review in the National Science Foundation: Phase One of a Study. Prepared for the Committee on Science and Public Policy of the National Academy of Sciences. The Academy, Washington 1978, 2 Bände.
- Mit Leonard Rubin, Jonathan R. Cole: Peer review and the support of science. In: Scientific American. Band 237, Nr. 4, 1977, S. 34–41.
- Mit Leonard Rubin, Jonathan R. Cole: Peer Review in the National Science Foundation: Phase Two of a Study. National Academy of Sciences. The Academy, Washington 1981.
- Als Hrsg.: What’s Wrong with Sociology? Transaction Publ, New Brunswick, NJ 1991.
- Making Science: Between Nature and Society. Harvard University Press, Cambridge, Mass 1992, ISBN 9780674543478.
- Mit Elinor G. Barber: Increasing Faculty Diversity: The Occupational Choices of High-Achieving Minority Students. Harvard University Press, Cambridge, Mass 2003, ISBN 978-0-674-00945-5.